# Escut d'Olost

Escut oficial d'Olost

L'escut oficial d'Olost té el següent blasonament:
Escut caironat semipartit i truncat: 1r. de gules, una església de 2 campanars d'argent; 2n. d'argent, un lleó de gules coronat a l'antiga d'or. lampassat de gules i armat de sable; i al 3r, d'or, 4 pals de gules. Per timbre una corona mural de poble.

## Història
Va ser aprovat el 22 de setembre de 1983 i publicat al DOGC el 28 d'octubre del mateix any amb el número 376.
L'escut d'Olost representa diversos elements que reflecteixen la història del poble: l'església parroquial de Santa Maria (que data del segle x), el lleó de gules sobre camper d'argent provinent de les armes dels Peguera (senyors del castell local des de 1230) i els quatre pals de Catalunya que simbolitzen la jurisdicció dels comtes reis sobre el poble.